# 園田博之
園田 博之（そのだ ひろゆき、1942年2月19日—2018年11月11日），日本的政治家。曾擔任日本眾議員。于2018年11月11日因肺炎去世。
園田博之在公开的修正主义游说组织日本会议工作，他已故的继母（其父亲的遗孀）是该组织代表委员会的成员。

## 外部連結
- Official website
- House of Representatives: Members biographic summaries, Sonoda Hiroyuki （页面存档备份，存于）
- Liberal Democratic Party: Members of the Diet, Sonoda Hiroyuki (English, Japanese)